# 韦克桑地区勒贝莱
韦克桑地区勒贝莱（法語：Le Bellay-en-Vexin，法語發音：[lə bɛlɛ ɑ̃ vɛksɛ̃] ⓘ）是法国法蘭西島大區瓦兹河谷省的一个市镇，位于该省西部，属于蓬图瓦兹区。

## 地理
韦克桑地区勒贝莱（49°9'4"N, 1°53'10"E）面积5.02 平方千米，位于法国法蘭西島大區瓦兹河谷省，该省份为法国北部内陆省份，北起瓦兹省，西接厄尔省，南至塞纳-圣但尼省、上塞纳省和伊夫林省，东临塞纳-马恩省。
与韦克桑地区勒贝莱接壤的市镇（或旧市镇、城区）包括：穆西、沙尔、韦克桑地区克莱里、尼库尔、科姆尼。

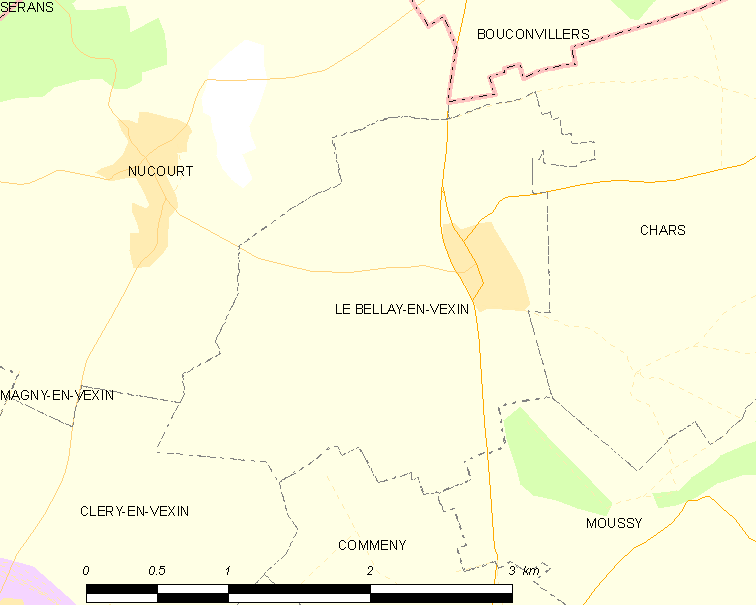
韦克桑地区勒贝莱的OSM定位图

韦克桑地区勒贝莱的时区为UTC+01:00、UTC+02:00（夏令时）。

## 行政
韦克桑地区勒贝莱的邮政编码为95750，INSEE市镇编码为95054。

## 政治
韦克桑地区勒贝莱所属的省级选区为蓬图瓦兹县。

## 人口

1962-2008年间韦克桑地区勒贝莱人口变化图示

韦克桑地区勒贝莱于2022年1月1日时的人口数量为219人。